# Liste der unzuverlässigen Entitäten
Die Liste der unzuverlässigen Entitäten (chinesisch 不可靠实体清单) ist ein System, das vom Handelsministerium der Volksrepublik China am 31. Mai 2019 bekannt gegeben wurde, dessen detaillierte Bestimmungen am 19. September 2020 offiziell veröffentlicht wurden. Das Handelsministerium hat erklärt, dass ausländische Unternehmen oder natürliche Personen, die nicht den Marktregeln, Bruchverträgen, Block- oder Limit-Versorgung chinesischer Unternehmen für nichtkommerzielle Zwecke entsprechen und die Rechte und Interessen chinesischer Unternehmen ernsthaft beeinträchtigen, in der Liste aufgeführt werden. Sanktionen und ein Verbot des Reisens nach China können den auf der Liste befindlichen Stellen auferlegt werden.

## Durchführung
Ab dem 9. April 2025 umfasste die Liste 55 Unternehmen (alle aus den Vereinigten Staaten). Mit Ausnahme der beiden Unternehmen, die aufgrund der Einführung von Zöllen auf China durch die zweite Präsidentschaft von Donald Trump vor Repression standen, unterliegen die anderen Sanktionen aufgrund von Rüstungsverkäufen an Taiwan durch die Vereinigten Staaten.
Im Jahr 2025 umfasste die Liste Einrichtungen wie Illumina, PVH Corp., Lockheed Martin, Anduril Industries, Shield AI.
Ab dem 14. Mai 2025 beschloss das Handelsministerium nach dem Konsens, der während der Wirtschafts- und Handelsgespräche zwischen China und den USA erzielt wurde, die Durchsetzung für bestimmte Unternehmen auf der Liste einzustellen.